# 太平記 (インテック)
『太平記』（たいへいき）は、1991年12月13日にインテックからPCエンジンCD-ROM²用ソフトとして発売された、南北朝時代をテーマにした戦略シミュレーションゲームである。

## 概要
大河ドラマ『太平記』（1991年）に便乗して開発された。吉川英治の小説『私本太平記』（1958年）が基になっているため、オリジナルキャラクターである一色右馬介やましらの石などが登場している。
建武の新政後の1335年10月の日本を舞台に、南朝の新田義貞か北朝の足利尊氏のどちらかを選択し全国統一を目指す。それぞれの没年になったらゲームオーバーになる。
戦略シミュレーションゲームには珍しく領国経営の内政要素がなく、プレイヤーは尊氏の一族が治める、武蔵の高師直、加越の斯波高経、紀伊の畠山国清、備前美作の高師泰、讃岐阿波の細川頼春、義貞の一族が治める、越後の新田義顕、上野の江田行義 、越前の堀口貞満、若狭丹後の船田義昌、土佐の土居通増が国主の直轄地にだけ命令を下せる。領地は戦争で手に入れる他に、説得や金品で取りこむ事で北朝、南朝になびかせることで手に入れられる、戦死の概念が無く、国主の武将を除いて武将を配下にすることが可能である（配下にするのを拒否して自害するケースもある）。
随所に声優を起用したアニメーションシーンが盛り込まれており、見所の一つといえる。キャラクターデザインは漫画家の横山まさみちが担当。

## ゲーム内容

### 戦争の勝利条件
- 敵部隊を全滅させるか退却させる。
- 敵の総大将を捕らえる。
- 20日間防ぎきる（防御側の条件、兵糧切れと思われる）。

### 能力値
- 天朝度 - 南朝方（後醍醐天皇）・北朝方（光厳天皇）に対する忠誠度。尊氏、義貞が各独立勢力に対するこの数字を交渉を通じて減らし、0にすると、独立勢力は北朝は南朝、南朝は北朝の味方になる。
- 婆沙羅 - 高ければ、交渉による天朝度のふり幅が変動する奸臣である。最高値は、佐々木道誉の99。
- 戦闘力 - 戦争時の戦闘能力。最高値は楠木正成の99。
- 統率力 - 1回の戦争で率いられる兵の最大数が決まる。高ければ高いほど多くの兵士を率いられる。
- 忠誠心 - 尊氏、義貞に対する忠誠心。低いと逐電（後述）してしまい、戦争中に交渉されると、相手方に靡いてしまう。

### コマンド
- 外交 - 本作のメインコマンド。名刀や金銭を送り、自軍側に靡かせたり、天皇と交渉し綸旨を出させることも出来る。
- 情報 - 相手側の情報を見ることが出来る。行動力、金を消費しない。
- 徴兵 - 御触れを出して、兵を集める。
- 軍事 - 戦争などの軍事関連のコマンド。訓練が無いため、統率と兵の数が物を言う。移動には、軍隊を移動させる派兵、国主と軍隊も移動する行軍がある。
- 指示 - 国主を交代させたり、家臣を解任、国をCOMに委任させる委任がある。
- 捜索 - 捜索をする。資金集めが出来たり、名刀が見つかる、埋もれている人材を見つける。

### イベント
ましらの岩
ランダムに出現してどこかの国の金を盗む。
高時の怨霊
鎌倉幕府の執権、北条高時の怨霊。兵士数が減る。
藤夜叉、勾当内侍
尊氏なら藤夜叉、義貞なら勾当内侍が登場し行動力が減る。
挑戦状
敵陣営の武将から「戦場にて見参!」とか手紙が送られてくる。
逐電
忠誠心の低い家臣が唐突に逃げ出し、他家に移籍。
献金
味方となっている大名から政治献金が来る。

## 登場人物
足利尊氏
声 - 平拳兒
新田義貞
声 - 辻親八
後醍醐天皇
声 - キートン山田
楠木正成
声 - 中田和宏
足利直義
声 - 水内清光
脇屋義助
声 - 山下道雄
藤夜叉
声 - かないみか
勾当内侍
声 - 藤咲ルミ
ナレーション
声 - 内海賢二

### その他声の出演
- 石井康嗣
- 肥後誠
- 藤原啓治
- 町田澄彦
- 渡辺哲也
- 津田匠子

## スタッフ
- 原作：吉川英治「私本太平記」より
- 原画：横山まさみち
- ディレクター：広岡弥
- プランナー：藤平金蔵
- ゲーム・デザイン：長井筆公司、師恩昌幸、ポーキンス博士、バサラまんまん、田島春（インド人）、南部春型、白鳥修
- メイン・プログラマー：佐藤満、白鳥修
- サブ・プログラマー：松井顕一、斎藤賢吾
- デザイン：戸高博之、うっかり伝八、スペル星人、小人神.王、仙人掌
- 音楽・SE：芸春人、徳ベエ、田島春（インド人）、プッシュ大統領
- 台本：水野征樹
- コンテ：戸高博之
- データ編集：梅付俊樹、MAYA 23、斎藤茂吉（文豪）、なあちゃん
- 検査：高田和雄、宮腰光成、四駆の烈ちゃん、里中茶目、12話、み.O、逆名拓
- アドバイザリー・スタッフ：佐伯秀彦、インテック クワタ
- 協力：賢プロダクション、スカイインテック、ISL
- プロジェクトリーダー：定塚清
- 制作総指揮：佐山勝治

## 評価
ゲーム誌『ファミコン通信』の「クロスレビュー」では合計22点（満40点）、『月刊PCエンジン』では80・85・75・80・75の平均79点（満100点）、『マル勝PCエンジン』では5・7・6・7の合計25点（満40点）、『PC Engine FAN』の読者投票による「ゲーム通信簿」での評価は以下の通りとなっており、16.63点（満30点）となっている。また、この得点はPCエンジン全ソフトの中で475位（485本中、1993年時点）となっている。同雑誌1993年10月号特別付録の「PCエンジンオールカタログ'93」では、「劇画タッチの15分間のオープニングは迫力の仕上がり」と紹介されている。
| 項目 | キャラクタ | 音楽 | 操作性 | 熱中度 | お買得度 | オリジナリティ | 総合  |
| 得点 | 2.50       | 2.88 | 2.63   | 2.75   | 2.88     | 3.00           | 16.63 |